# Giulio Classico
Giulio Classico (in latino Iulius Classicus) (fl. I secolo) è stato un mercenario gallo che fu un prefetto dell'Impero romano coinvolto nella rivolta batava (69-70).
Membro della tribù dei Treviri, Classico era prefetto di un'"ala" di Treviri dell'esercito romano del Reno, sotto il comando di Vitellio (69). Discendente della famiglia reale dei Treviri, i suoi antenati lo qualificavano come nemico di Roma, piuttosto che come sua alleato.
Quando il comandante batavo dell'esercito romano Gaio Giulio Civile si ribellò, Classico si unì a lui in segreto con alcuni dei suoi Treviri. All'inizio i Treviri e tutte le popolazioni della Gallia rimasero leali ai Romani, fortificando i confini e combattendo contro gli insorti germanici. Quando giunse però la notizia della morte di Vitellio (70), iniziarono a girare le voci di un accordo tra i capi galici per organizzare una ribellione volta a riconquistare alla Gallia la libertà perduta. Fu dopo la morte di Ordeonio Flacco, ex-comandante in capo dell'esercito romano del Reno deposto dai propri soldati perché favorevole a Vespasiano, che Classico iniziò a scambiare messaggeri con Civile, sebbene ancora al comando della ala di Treviri nell'esercito romano, ora comandato da Dillio Vocula.
La congiura fu organizzata assieme al treviro Giulio Tutore e al lingone Giulio Sabino. Il piano fu elaborato in una casa di Colonia Agrippinensis (Colonia), assieme ad alcuni Ubi e Tungri: si sarebbero dovuti bloccare i passi alpini, corrompere le legioni, ucciderne i legati e infine inviare messaggeri in Gallia per sollevarla.
Vocula fu avvisato del piano, ma non fu in grado di annientarlo: si fece persino convincere da Classico a muoversi per attaccare Civile, che in quel momento stava assediando due legioni romane a Castra Vetera. Quando furono nei pressi della città assediata, Classico e Tutore contattarono i Germani assedianti, e decisero di porre un campo separatamente dal resto dell'esercito romano. Vocula, dopo aver tentato di convincere Civile, si ritirò verso Novaesium: Classico e Tutore, seguendolo a breve distanza, riuscirono a fomentare il discontento dei soldati di Vocula, convincendoli ad ammutinarsi contro il loro comandante. Classico inviò allora un disertore di nome Emilio Longo nel campo romano, e durante la rivolta questo uccise Vocula.
A questo punto Classico entrò nel campo romano, portando le insegne di un imperatore romano, obbligando i soldati a giurare fedeltà all'"Impero della Gallia" (pro imperio Galliarum). Il comando fu diviso tra Classico e Tutore: Classico inviò alcuni soldati a convincere i propri colleghi assediati a Castra Vetera ad arrendersi.
La caduta di Castra Vetera e la distruzione delle due legioni ivi presenti fu l'apice della rivolta batava: Classico ne condivise il destino con Civile. Tacito, il cui racconto della rivolta si interrompe bruscamente, parla di Classico per l'ultima volta in occasione della ritirata di Civile e dei suoi uomini nell'isola dei Batavi, inseguiti dal vittorioso comandante romano Quinto Petilio Cereale.

### Fonti primarie
- Tacito, Historiae, ii.14, iv.37, 54—79, v.19—22.

### Fonti secondarie
- (EN) William Smith, Classicus, Iulius, in Dictionary of Greek and Roman Biography and Mythology, vol. 1,  p. 761 (archiviato dall'url originale il 5 giugno 2011).

| Controllo di autorità | VIAF (EN) 67261349 · CERL cnp00587816 · GND (DE) 118761358 |